# شهرستان کایهوا
شهرستان کایهوا (به لاتین: Kaihua County) یک منطقهٔ مسکونی در چین است که در کوجاو واقع شده‌است.